# ZIL-130

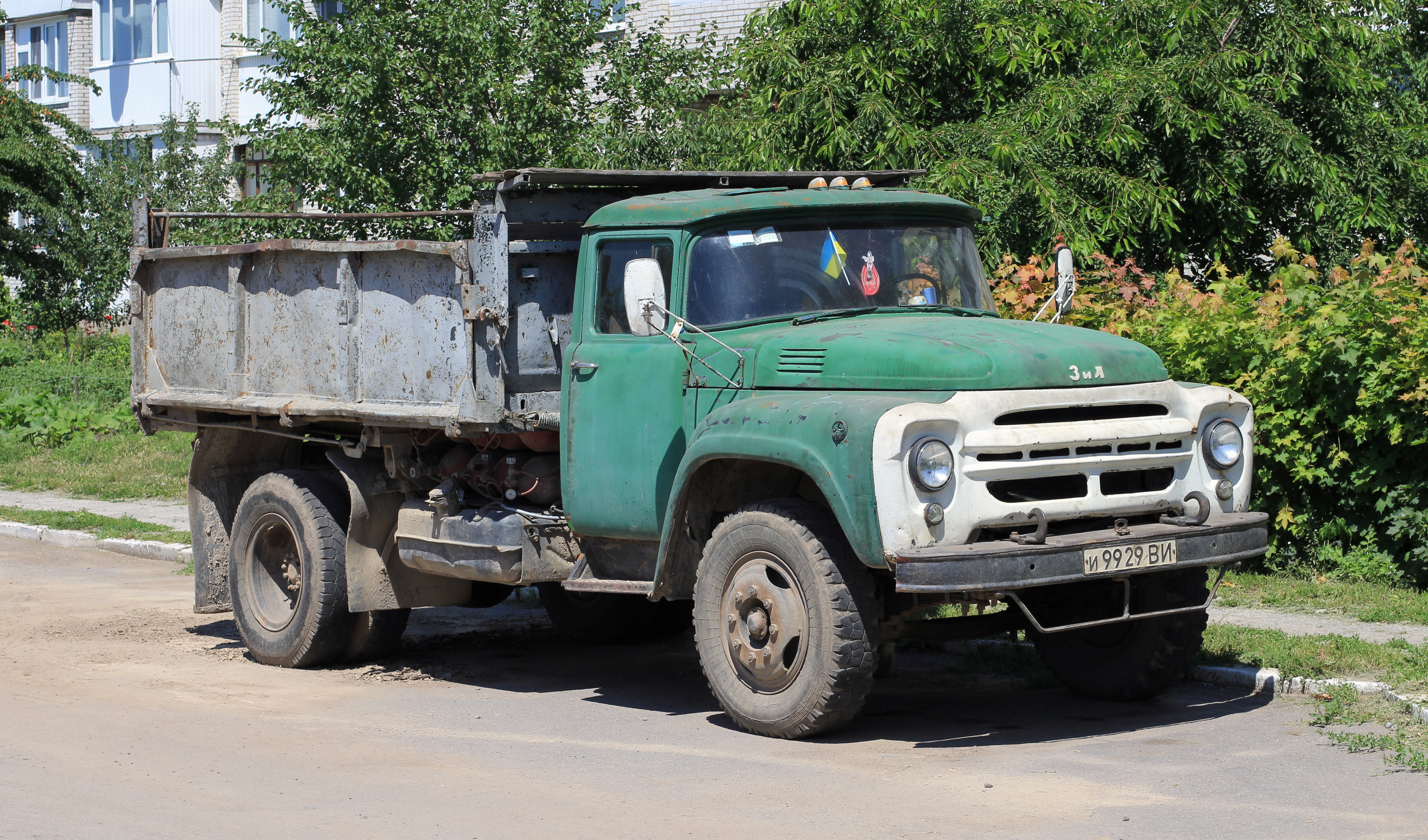
ZIL-130, modelo pré-facelift (1962-1977)

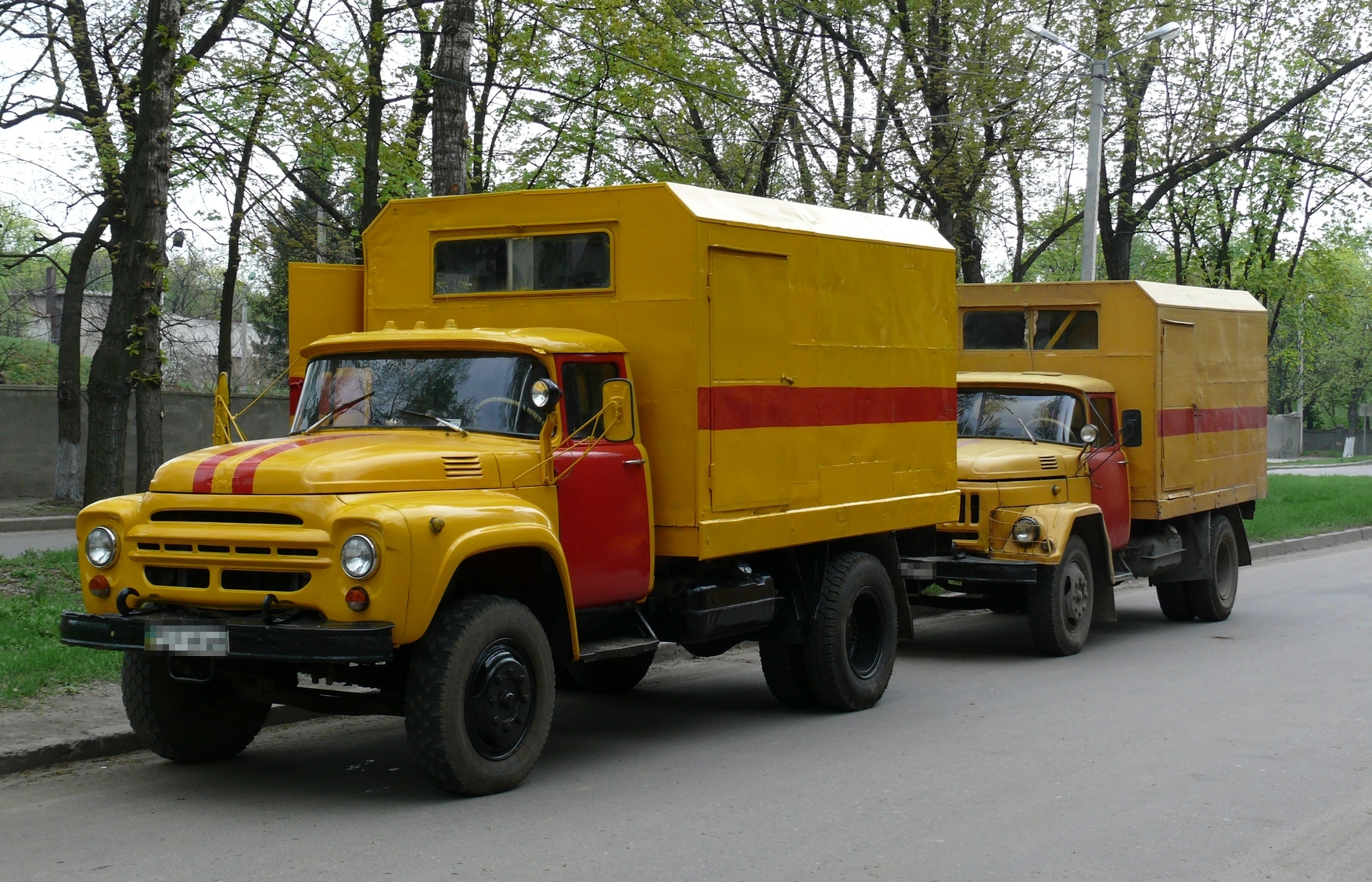
Dois ZIL-130, ambos do Serviço de Gás de Emergência ucraniano. O segundo tem uma cabine substituída de um ZIL-131 ou Amur-531350 produzido pela UamZ em Novouralsk

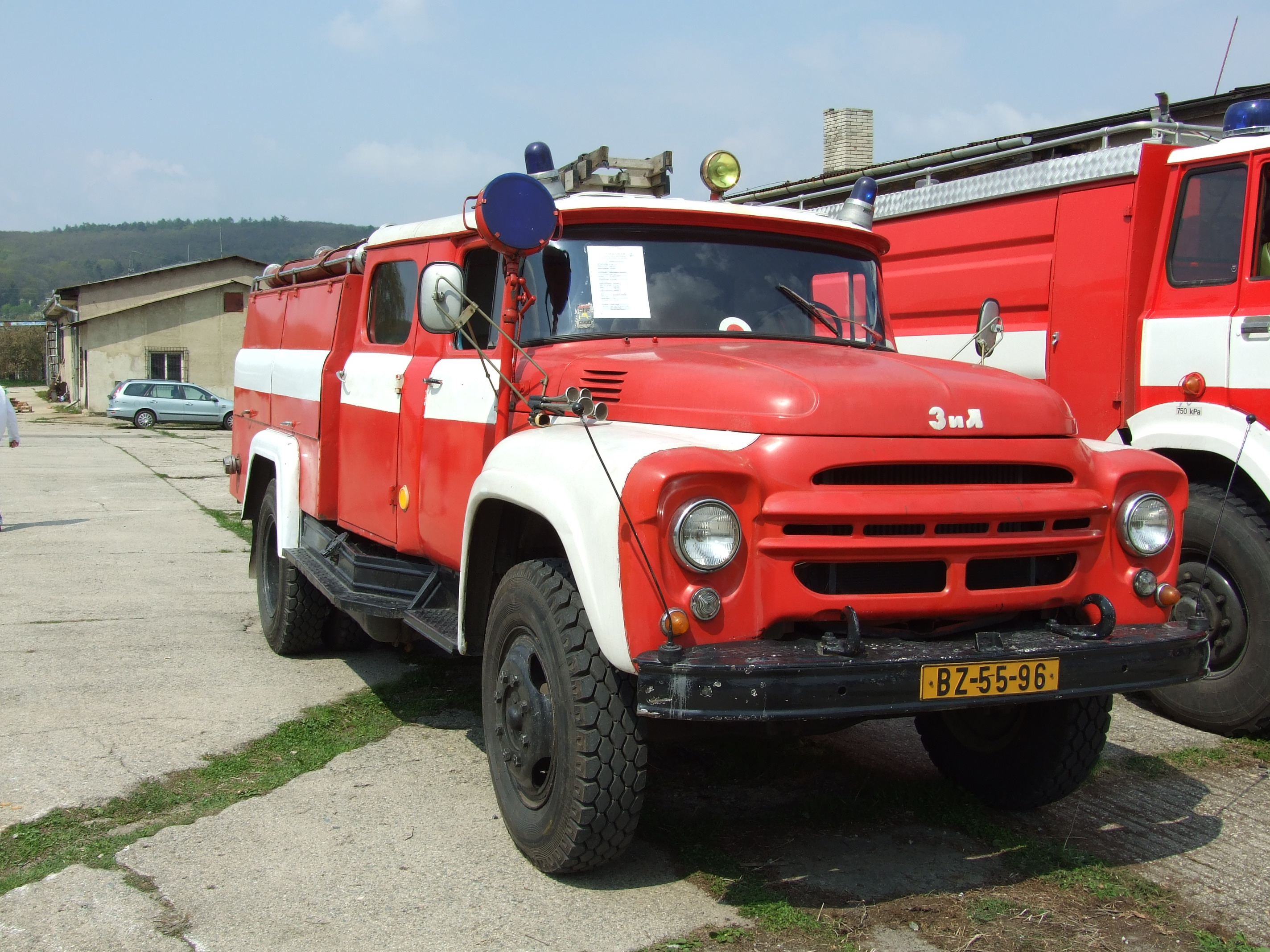
Caminhão de bombeiros ZIL-130

O ZIL-130 é um caminhão soviético/russo produzido pela ZIL em Moscou, Rússia. O primeiro protótipo (chamado Ukraina, significa Ucrânia) foi construído em 1956. A produção começou em 1962, enquanto a produção em massa começou em 1964. Foi um dos caminhões de carga mais numerosos na URSS e na Rússia, no total a ZIL construiu 3.380.000 caminhões até 1994. Em 1995, a produção foi transferida para a extinta Fábrica de Motores de Ural (UamZ, seus caminhões eram conhecidos como UamZ-43140).

## História
A fábrica da ZIL começou a trabalhar em um substituto para o ZIL-164, logo após a desestalinização. O primeiro protótipo foi construído alguns meses depois e tinha uma cabine totalmente nova, bem como um para-brisa mais largo e envolvente e um emblema em forma de V idêntico aos caminhões Ford F-Series de 1956.
O novo modelo manteve pouco do seu antecessor, com um novo motor V8 (deslocando 6,0 litros) e uma estrutura mais reforçada. O caminhão mais novo era ligeiramente mais curto do que o caminhão ZIL-164. A produção em massa começou em 1964 sob o nome ZIL-130, e logo o ZIL-164 foi descontinuado em favor de seu sucessor mais moderno.
O ZIL-130 recebeu os últimos recursos adotados pela indústria automobilística global da década de 1950, sem ser baseado em nenhum modelo estrangeiro e tendo um chassi, cabine e outras peças exclusivos. Em 1965, a produção do mais pesado ZIL-131 começou. Em 1986, a ZIL introduziu o mais novo ZIL-4331, mas a produção do ZIL-130 continuou mesmo após a dissolução da União Soviética, terminando em 1995, quando as ferramentas de design foram vendidas para a UamZ e a produção continuou como o caminhão UamZ-43140 até 2012.
Assim como o GAZ-53 de 3,5 toneladas, muito similar, o ZIL-130 também estava disponível em uma configuração de cabine dupla de 4 portas, mas apenas na versão de caminhão de bombeiros.

## Modificações
Over the course of production, there were two modernizations of the ZIL-130 in 1966 and 1977. After 1977, the radiator enclosure was changed.
- ZIL-130 Protótipo de 1956
- ZIL-130 Protótipo de 1962
- ZIL-130-66 – modificação de 1966
- ZIL-130-76 – modificação de 1976
- ZIL-130-80 – modificação de 1980
- ZIL-130AN – versão equipada com motor do ZIL-157
- ZIL-130B2 – chassis para ZIL-MMZ-554 e ZIL-MMZ-554M
- ZIL-130D1 – ZIL-130D com eixo traseiro de velocidade única para ZIL-MMZ-555 e ZIL-MMZ-4502
  - ZIL-133D1E – chassis para ZIL-MMZ-555E, versão de exportação para climas temperados
  - ZIL-130D1T – chassis para ZIL-MMZ-555T, versão de exportação para climas tropicais
  - ZIL-130D1Sh
- ZIL-130D2 – versão basculante/trator para ZIL-MMZ-555A e ZIL-MMZ-45022
- ZIL-130D3 – chassis para caminhão basculante
- ZIL-130E (1965) – versão de exportação para climas temperados
- ZIL-130Е (1967) – versão com elétrica blindada
  - ZIL-130EE – versão de exportação com sistema elétrico blindado para climas temperados
  - ZIL-130ET – versão de exportação com sistema elétrico blindado para climas tropicais
- ZIL-130G – versão de longa distância entre eixos 
  - ZIL-130GE (1965) – versão de exportação de longa distância entre eixos para climas temperados
  - ZIL-130GE (1967) – versão de longa distância entre eixos com sistema elétrico blindado
  - ZIL-130GET – versão de exportação com longa distância entre eixos e sistema elétrico blindado para climas tropicais e temperados
  - ZIL-130GS – versão de longa distância entre eixos para climas do norte
  - ZIL-130GT – versão de exportação de longa distância entre eixos para climas tropicais
- ZIL-130G1
- ZIL-130G1-76
- ZIL-130GU – versão com distância entre eixos extra longa, baseada no ZIL-133G1
- ZIL-130GU-76
- ZIL-130K – versão chassi-cabine equipada com motor ZIL-157D para caminhões basculantes ZIL-MMK-555K e ZIL-MMZ-45021
- ZIL-130KSh
- ZIL-130N – versão caminhão-trator
- ZIL-130S – variante para climas do norte
- ZIL-130S-76
- ZIL-130Sh
- ZIL-130T – variante de exportação para climas tropicais
- ZIL-MMZ-130P
- ZIL-MMZ-130S
- ZIL-130V1 – versão caminhão-trator
- ZIL-130V1-76 – modificação de 1976
  - ZIL-130V1E (1965) – versão caminhão-trator de exportação para climas temperados
  - ZIL-130V1E (1967) – versão caminhão-trator com sistema elétrico blindado
  - ZIL-130V1T – versão caminhão-trator de exportação para climas tropicais
- ZIL-136I – versão diesel para exportação, equipada com motor Perkins 6.345
  - ZIL-136IG – versão diesel de longa distância entre eixos para exportação, equipada com motor Perkins 6.345
  - ZIL-136IDI – versão diesel de exportação para caminhão basculante, equipado com motor Perkins 6.345
- ZIL-138 – versão movida a GLP
  - ZIL-138D2 – versão movida a GLP para MMZ-ZIL-45023
  - ZIL-138V1 – versão caminhão-trator movida a GLP
- ZIL-138A – versão bicombustível (GNV e gasolina A-76)
  - ZIL-138AG – versão bicombustível de longa distância entre eixos
- ZIL-138I – versão bicombustível (GNV e gasolina Al-93)
  - ZIL-138IG – versão bicombustível de longa distância entre eixos
- ZIL-133 – versão de três eixos

### Protótipos de modificações
- ZIL-130A – versão protótipo com eixo traseiro de duas velocidades e equipamento de reboque
  - ZIL-130AU – ZIL-130A com chassi e suspensão reforçados
- ZIL-130A1 – versão protótipo com eixo traseiro de velocidade única e equipamento de reboque de reboque
- ZIL-130B – protótipo de chassi-cabine para caminhão basculante agrícola
- ZIL-130D – protótipo de chassi-cabine com eixo traseiro de duas velocidades (para caminhão basculante industrial)
- ZIL-130F – versão protótipo equipada com motor ZIL-130F
- ZIL-130GU – protótipo versão longa distância entre eixos com estrutura e suspensão reforçados
- ZIL-130L – versão protótipo equipada com um motor ZIL-120VK I6 com equipamento de reboque removido
  - ZIL-130AL – eixo traseiro de duas velocidades
  - ZIL-130BL – chassis de caminhão basculante
  - ZIL-130DL – trator de curta distância entre eixos
  - ZIL-130GL – versão de longa distância entre eixos
  - ZIL-130VL – versão caminhão-trator
- ZIL-130M – versão protótipo equipada com um motor ZMZ-41 V8 com equipamento de reboque removido
  - ZIL-130GM – versão protótipo longa distância entre eixos
- ZIL-130N – versão protótipo com sistema hidráulico com bomba e tomada de força (para reboque de grãos MMZ-812)
- ZIL-130SHM – versão protótipo movida por um motor diesel Steyr
- ZIL-130V – versão protótipo caminhão-trator com eixo traseiro de duas velocidades
  - ZIL-130VT – versão protótipo de caminhão-trator com eixo traseiro reforçado de duas velocidades
- ZIL-130V1S – versão protótipo de caminhão-trator para regiões do norte; produzido em pequenas séries
- ZIL-130V2 – versão protótipo de caminhão-trator com distância entre eixos de 3.800 mm
- ZIL-E130 – versão protótipo com estrutura de alumínio
- ZIL-136 – protótipo versão diesel
- ZIL-E138AV – versão protótipo movida a gás comprimido
- ZIL-138AB – versão protótipo bicombustível (GNC e gasolina A-76) com equipamento de reboque de reboque (para ZIL-MMZ-45054); mais tarde redesignado como ZIL-496110 e entrou em produção em 1987
- ZIL-138IB – versão protótipo bicombustível (GNC e gasolina Al-93) com equipamento de reboque de reboque (para ZIL-MMZ-45054)
- ZIL-175 – protótipo com eixo elevável

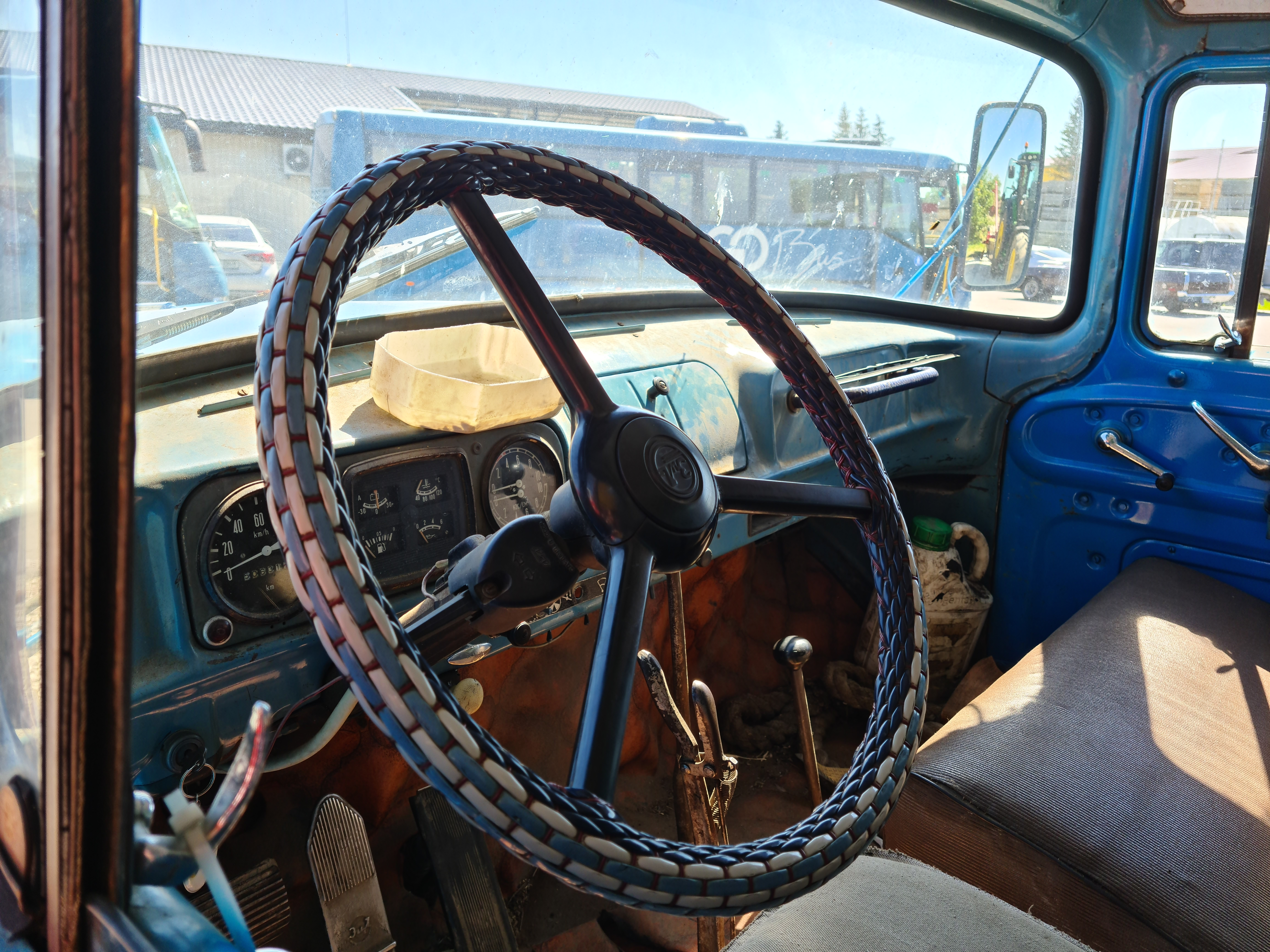
Interior

Desde 1986, de acordo com o padrão de ramificação OST 37.001-269-83, a série ZIL-130 recebeu novos índices: ZIL-431410 (ZIL-130), ZIL-431510 (ZIL-130Г), ZIL-441510 (ZIL-130В1), ZIL-431810 (ZIL-138), ZIL-431610 (ZIL-138А), etc.